# 黎玄宗
黎玄宗（越南语：／；1654年11月28日—1671年11月16日），名黎维䄔（越南语：／），又名黎维福。在与中国清朝的官方往来中，自称黎维禧。越南后黎朝第二十代皇帝，于1662年—1671年在位。玄宗时期，朝政大权由郑主大元帅西王郑柞实际掌控。

## 生平

### 早年生活
黎玄宗是黎神宗的次子、黎真宗之弟。母亲是尊端纯皇太后范氏玉厚，清华承宣绍天府雷阳县泉锐社人，于盛德二年（1654）十月二十日诞生玄宗。
万庆元年（1662）九月，黎神宗病重。郑柞宣称神宗临死前，曾要求废黜皇太子黎維䄚，改立次子黎维䄔为皇位继承人。郑柞命燕郡公范公著、右都督兼太监沛郡公黎曰登、框郡公黎登進等人进入寢宫，面授顾命，拥立黎维䄔为皇太子。九月二十二日（11月2日），神宗驾崩。十一月十一日（12月21日），皇太子黎维䄔即位，年仅九岁，以生日为端明圣节。

### 在位期間
景治元年（1663）春，由于黎玄宗年幼，郑柞命左都督擢郡公鄭𣜰、右都督普郡公黃仕科、都督同知強郡公阮授、都督僉事膠郡公鄭楹入管四卫兵侍卫。同年，郑柞下令禁止基督教。
景治二年（1664）春，玄宗加郑柞以“不名不拜”的殊礼。并于郑柞入朝时，特地在御殿之左设板床，以示尊崇。十一月，出现彗星，玄宗与郑柞交修儆省，避官殿，减膳撤乐。不久后，玄宗聘郑柞次女鄭氏玉𣖮为宫嫔。十二月，清朝遣使吳光、朱志遠谕祭黎神宗。
景治三年（1665）八月，册封郑氏玉𣖮为正宫皇后，尊亲母为范氏玉厚为皇太后。
景治五年（1667）三月，清朝遺正使程芳朝、副使張易賁前来，册封玄宗为“安南国王”。八月，永賴縣、瑞英縣二县人起义，号称“应天”。瑞英县丞杜文洽与永赖会庵人陶世相等人率部众成功镇压起义，押送京师斩首。九月，郑柞发兵征讨高平，莫敬宇出逃广西鎮安府。
景治六年（1668）二月，高平奏捷，郑柞留丁文左镇守七泉州、阮名實为督同。四月，玄宗以郑柞复国仇，尊封为郑柞为大元帅掌国政尚師太父德功仁威明圣西王。
景治六年（1669）正月，清朝派遣李仙根、楊兆傑等人前来安南，要求后黎朝廷将高平四州归还于莫氏。二十九日（3月1日），李仙根等人渡过富良江，前往内殿与黎玄宗会面。年仅十五岁的黎玄宗在内殿南门等候，派人出城迎接清朝使臣。李仙根等人从东门进入，按照礼法执意要求黎玄宗亲自前去迎接，双方为此争执不下。最后黎玄宗让步，步行至东门迎接清朝使臣。安南官员要求李仙根等人的随从不能携带刀器，行人远退，不能靠近黎玄宗。李仙根同意这些请求，黎玄宗才出门迎接清朝的龙亭、诏书。李仙根因黎玄宗不谙礼节，命副使教玄宗拜稽礼仪。黎玄宗误以为清朝使臣要谋害自己，惊惧欲避，左右持刀者蜂拥而上。李仙根遂笑称“何胆怯乃尔连叩头即是矣”，从而缓解了紧张的氛围。李仙根等人滯留安南期间，郑柞之母太妃陳氏玉台于正月十四日（2月14日）去世，享年九十五岁。二月初八日，鉴于郑柞是安南国实际统治者，为了安抚郑氏，清使李仙根等人派前站官、吏目李唐胤、趙光勗、魏象贤等人前往郑王府祭奠陈氏玉台。郑氏特以此为荣。

### 去世
景治九年（1671）十月十五日（11月16日），玄宗驾崩，群臣上谥号豁达睿聪刚毅中正温柔和乐钦明文思允恭克让穆皇帝，庙号玄宗。十一月十三日（12月13日），群臣奉玄宗梓宮返回于皇太后范氏玉厚的故乡雷阳县果锐社，安葬于果盛陵，并建乾符殿为奉祀之所。
玄宗去世时年仅十八岁，没有后嗣。郑柞遂立神宗之子、玄宗之弟黎维禬为皇帝，即黎嘉宗。

## 評價
《大越史記全書》:「帝天資仁厚，神采端嚴，居拱之年，海內安治，年穀豐登，亦可謂賢君矣。享國不永，惜哉。」

## 後宮
- 皇后鄭氏玉𣖮